# Rollinia occidentalis
Espèce
Classification APG III (2009)
Statut de conservation UICN

 VU (needs updating) B1+2c : Vulnérable
Rollinia occidentalis est une espèce de plantes à fleurs de la famille des Annonaceae présente en Bolivie et en Argentine.